# Grudzień
Grudzień – dwunasty miesiąc w roku, według kalendarza gregoriańskiego ma 31 dni.

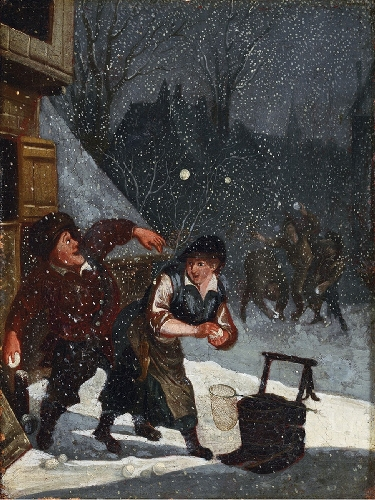
Grudzień, obraz według Jana Miensena Molenaera, XVII w.

Nazwa miesiąca (według Brücknera) pochodzi od słowa gruda (podobnie ukraiński грудень / hrudeń, litewski gruodis). Inna dawniej używana nazwa to prosień lub prosiniec (por. współczesna nazwa miesiąca w języku czeskim prosinec i chorwackim prosinac). Łacińska nazwa December (‘dziesiąty miesiąc’; zobacz: kalendarz rzymski) została zapożyczona przez większość języków europejskich.
Pod koniec miesiąca następuje na półkuli północnej przesilenie zimowe, a na południowej przesilenie letnie. Meteorologicznie jest to w Polsce miesiąc zimowy.